# Langebro
Langebro je sklopný most v dánské metropoli Kodani. Nachází se v centrální části města zvané Indre By a spojuje ostrovy Sjælland a Amager. Je dlouhý 252 metrů, široký 32 metrů a vysoký 7 metrů. Denně přes něj projede více než 60 000 automobilů.
První most na tomto místě byl dřevěný a vznikl v roce 1690. Dostal název Langebro (Dlouhý most). V roce 1903 ho nahradil otočný železný most. V roce 1930 vznikl další provizorní most, který na konci druhé světové války poškodil bombový útok odbojářů. Aktuální podobu mostu vytvořil architekt Kaj Gottlob a most byl otevřen 27. června 1954. Most byl projektován jako pohyblivý, aby umožnil lodím proplout do vnitřního kodaňského přístavu, vzhledem k poklesu lodní dopravy se však již otevírá jen zhruba třikrát za týden. Do roku 1972 přes Langebro jezdily také tramvaje. U vjezdu na most se nachází výšková budova hostelu Danhostel Copenhagen City. V roce 2019 byl v sousedství otevřen most Lille Langebro, určený chodcům a cyklistům.
Hans Christian Andersen napsal divadelní hru Langebro. Christoffer Wilhelm Eckersberg je autorem obrazu Langebro v měsíčním světle s běžícími postavami. Skupina Gasolin' zařadila na své první eponymní album z roku 1971 píseň „Langebro“.